# Pseudoperanema
Pseudoperanema is een geslacht in de taxonomische indeling van de Euglenozoa. Deze micro-organismen zijn eencellig en meestal rond de 15-40 mm groot. Het organisme behoort tot de familie Peranemaceae. Pseudoperanema werd in 1962 ontdekt door Christen.

## Soorten
- P. dolichonema Larsen & Patterson, 1990
- P. fusiforme Larsen, 1987
- P. trichophorum Larsen, 1987